# Alan Needleman
Alan Needleman (* 2. September 1944 in Philadelphia) ist ein US-amerikanischer Ingenieurwissenschaftler.
Needleman studierte an der University of Pennsylvania mit dem Bachelor-Abschluss 1966 und an der Harvard University mit dem Master-Abschluss 1967 und der Promotion bei John W. Hutchinson 1970 (Dissertation: Void growth and inclusion interaction in an elastic-plastic medium). Danach war er Instructor und Assistant Professor am Massachusetts Institute of Technology und ab 1975 Professor für Angewandte Mechanik an der Brown University, an der er 1988 bis 1991 Dekan der Ingenieursfakultät war. Ab 2009 war er Professor für Materialwissenschaft und Mechanik an der University of North Texas.
Er befasst sich mit der numerischen Modellierung von Deformation und Rissbildung speziell in Metallen und hier der Zusammenhang mit dem mikroskopischen Aufbau.
2011 erhielt er die Timoshenko Medal, erhielt 2006 die William Prager Medal und die Drucker Medal. Er ist Mitglied der National Academy of Engineering, der American Academy of Arts and Sciences, Fellow der American Academy of Mechanics und der American Society of Mechanical Engineers sowie Mitglied des Dänischen Zentrums für Angewandte Mathematik und Mechanik. Er ist Ehrendoktor der Technischen Universität Dänemarks. 1977 war er Guggenheim Fellow.

## Schriften
- mit S. Suresh, A. Mortensen: Fundamentals of metal-matrix composites, Butterworth-Heinemann 1993